# Oppidum Glauberg
Oppidum Glauberg je keltské oppidum ve spolkové zemi Hesensko v Německu, asi 50 km severovýchodně od Frankfurtu nad Mohanem. Skládá se z opevněného sídliště a několika mohyl z pozdní doby halštatské a časné doby laténské. Archeologické výzkumy v 90. letech 20. století zařadily lokalitu mezi nejdůležitější časně keltská centra v Evropě. Poskytuje jedinečné doklady o keltském pohřbívání, sochařství a o monumentální architektuře.

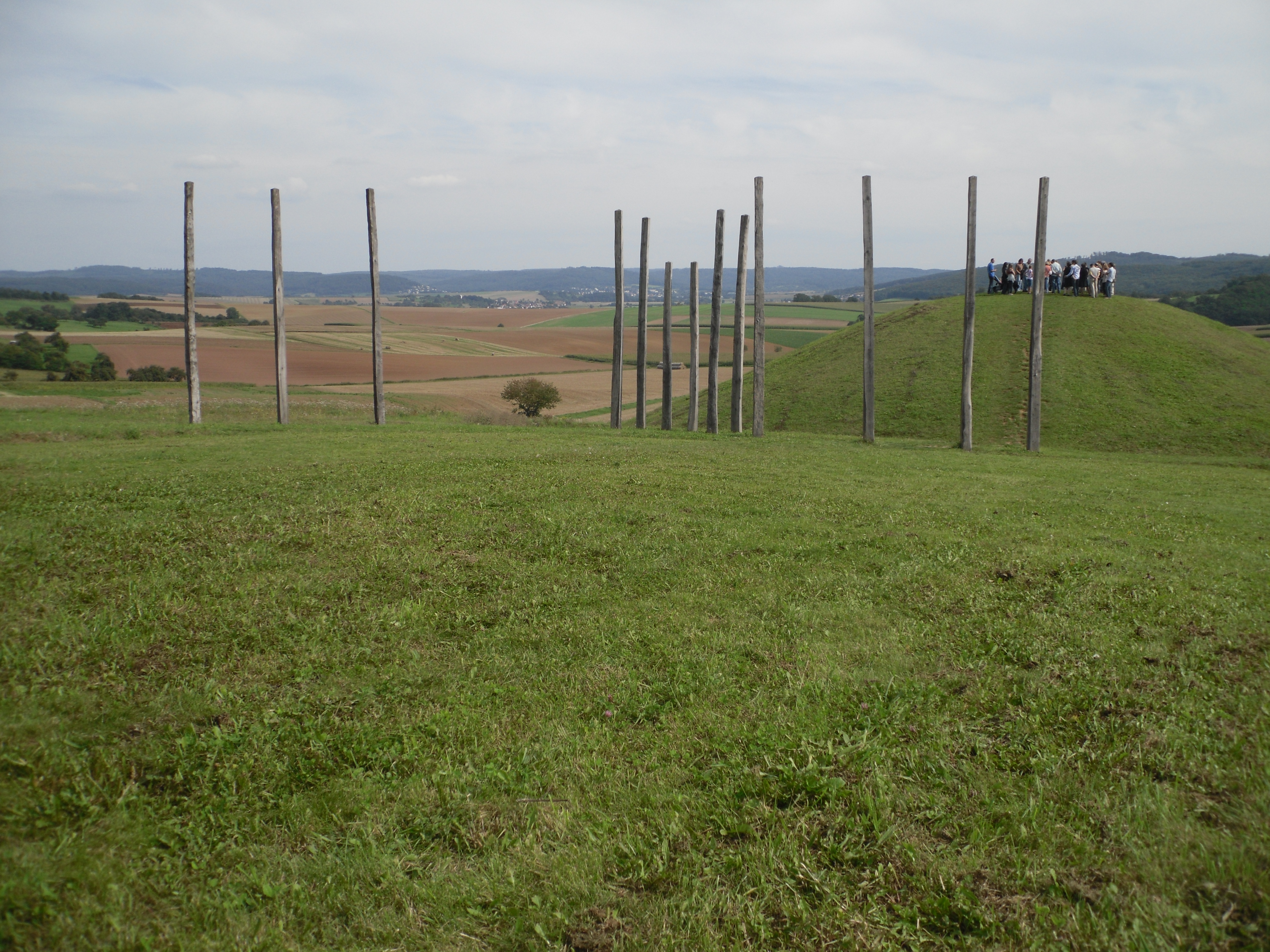
Glauberg, rekonstruovaná mohyla 1 a dřevěné pylony „kalendáře“

## Lokalita a topografie
Z geologického hlediska je Glauberg čedičovým výběžkem pohoří Vogelsberg ležícím ve výšce 271 m n. m. Vystupuje do výšky asi 150 metrů nad okolní terén a je situován mezi řeky Nidder a Seeme. Vrcholek tvoří téměř rovnou plošinu o rozměrech 800 na 80–200 m. Její jihozápadní výběžek je známý jako Enzheimer Köpfchen. Na severozápadě se svahy Glaubergu strmě svažují do niedderského údolí, na jihu je propojen s vlnící se vrchovinou. Na plošině se nachází malý nevysychající rybníček, který ale není napájen žádnými prameny a je doplňován pouze dešťovou vodou. Pahorek je obklopen prameny a úrodnou půdou.

## Dějiny archeologického bádání
Přítomnost pravěkých reliktů na glauberské plošině je známá již dlouho, přestože byly připisovány Římanům. Nález raně laténského nákrčníku učiněný v roce 1906 pouze potvrdil pravěké stáří lokality. Systematický archeologický výzkum lokality pod vedením Heinricha Richtera (1895–1970), který byl zaměřen na exkavaci fortifikace, proběhl mezi lety 1933–1934. Další studium řízené F. R. Hermannem započalo v roce 1985 a pokračovalo až do roku 1998. Právě během této fáze výzkumů byla také objevena významná mohyla. Poznání historie osídlení Glaubergu a jeho okolí v době železné (halštatské až raně laténské období) bylo pak cílem výzkumného projektu v letech 2004–2006.

## Historie osídlení

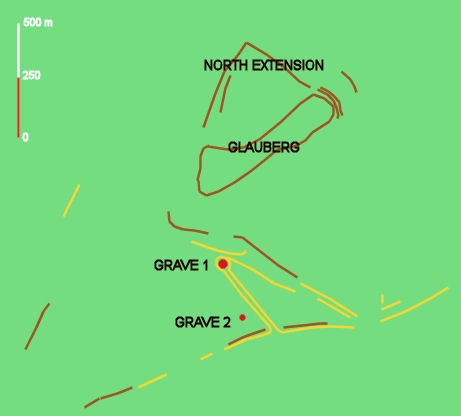
Schematický plán oppida, mohyl (grave) a systému příkopů

Díky svojí výhodné poloze byl Glauberg dějištěm dlouhodobé lidské aktivity. Místo v sobě spojuje přístup k úrodné půdě a vodním zdrojům, dobrou hájitelnost a strategickou polohu u několika přírodních dopravních cest. Proto není překvapivé, že pahorek byl osídlen dlouho před i po jeho keltské fázi a to až do středověku.
Glauberská plošina byla poprvé osídlena v neolitu (ca. 4500 př. Kr.), lidem Rössenské kultury. Poté následovala dlouhá Michelsberská fáze (4000 př. Kr.). Z Michelsberské kultury známe i případy opevňování vrcholků kopců, takže je možně že Glauberg byl poprvé fortifikován právě v této době. V době bronzové zde sídlily kultury popelnicových polí (1000–800 př. Kr.). Během keltského pozdně halštatského a časně laténského období se stal Glauberg centrem nadregionálního významu. V této době se jednalo o sídlo raně keltského knížete a zároveň bylo vybudováno rozsáhlé opevnění.
Během římské okupace Germánie zůstal Glauberg neosídleným, pravděpodobně kvůli své blízkosti (5 km) k Limes Romanus. Ve 4. a 5. století našeho letopočtu byl osídlen znovu a stal se opět regionálním centrem, tentokrát jako sídlo místního krále Alamanů. Od 7. do 9. století byl místem rozsáhlého franckého opevnění. Jeho význam v průběhu doby vzrostl a fortifikace byly obnoveny a značně rozšířeny.
Ve 12. a 13. století byl Glauberg začleněn do systému štaufských hradů, snad ve snaze podpořit růst městského centra. Opevnění bylo znovu opraveno a na okraji plošiny byla postavena věž, jejíž klenutý románský portál přežil dodnes. V tomto okamžiku byla osídlena celá plocha a zejména na severním okraji se dochovaly základy zdí, studen a sklepů. Ke zničení hradu a spolu s ním i ke konci osídlení pahorku došlo patrně v roce 1256.

## Keltské opevnění (oppidum)

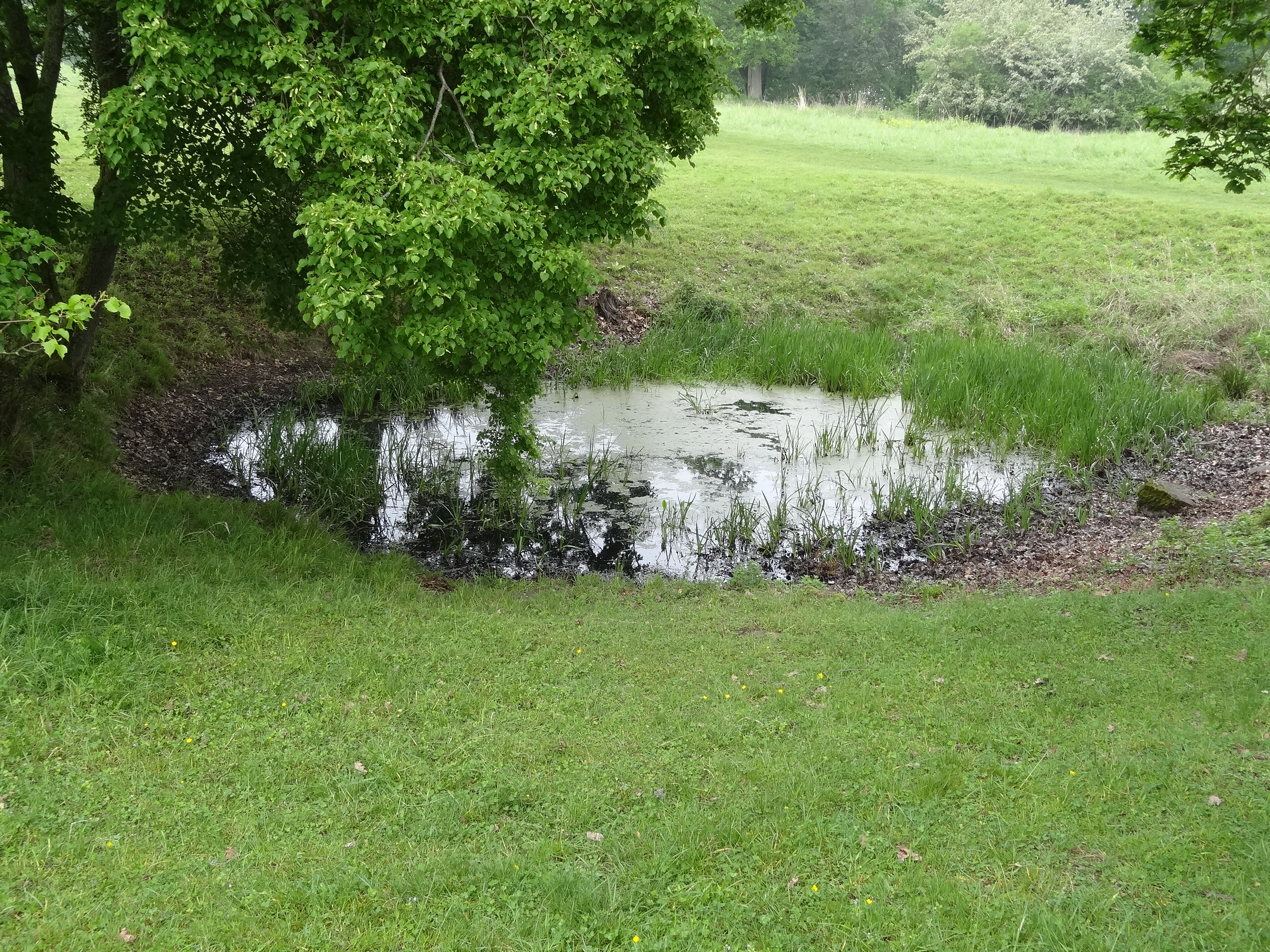
Rybníček na vrcholu pahorku

Nejstarší známá opevnění mohou být před-keltská, ale v 5. – 6. stol. př. Kr. vybudovali Keltové fortifikaci převyšující ostatní svou mohutností i technickou pokročilostí. Ta fungovala až do 2. nebo 1. stol. př. Kr. Její rozměry ukazují, že Glauberg bylo jedním ze sítě oppid, která pokrývala většinu jižního a západního Německa.
Severovýchodní okraj plošiny, kde je svah nejméně strmý, byl oddělen od okolního terénu masivním valem a příkopem. Jižní a severní okraje byly taktéž opevněny hradbami. Stavební technika spočívala v kladení kamenů na sucho, tzv. murus gallicus (typická keltská technika, kdy jsou zdi ještě zpevňovány dřevěnou konstrukcí) a pravděpodobně také v použití nepálených cihel.
Malý rybníček na vrcholku nemohl zajistit dostatečné množství vody pro tak velké sídliště. Z tohoto důvodu byl na severu fortifikován i prostor o rozměrech asi 300 x 300 m, ve kterém se nacházel pramen a zároveň velký rezervoár na vodu měřící 150 na 60 m. Tím dosáhlo opevnění plochy asi 8,5 ha. 
Přístup do oppida umožňovaly minimálně dvě brány. Hlavní na severovýchodě a menší na jihu. Byly poměrně sofistikovaného tvaru, navrženy tak aby byl přístup pro případného útočníka co nejobtížnější. Vnější opevnění byla situována na severovýchodním okraji oppida. Hradby a valy na jihu patrně neměly defensivní účel.
Sídliště pravděpodobně obývalo několik tisíc lidí. Z tohoto důvodu, přihlédneme li navíc k jejich centrální ekonomické a hospodářské roli, bývají oppida někdy označována za předchůdce měst. Nicméně o osídlení a dalších aktivitách na lokalitách tohoto typu, je známo jen málo. Doklady z jiných oppid, jako je Manching nebo Oberrusel-Oberstedten naznačují, že zde bývalo vesnické nebo městu se podobající osídlení s domy, dílnami a skladovacími prostory.

## Lokality spojené s oppidem
Stejně jako ostatní archeologické lokality, je i Glauberské oppidum spojené s několika dalšími lokalitami v jeho bezprostředním i vzdálenějším okolí.

### „Knížecí“ mohyly

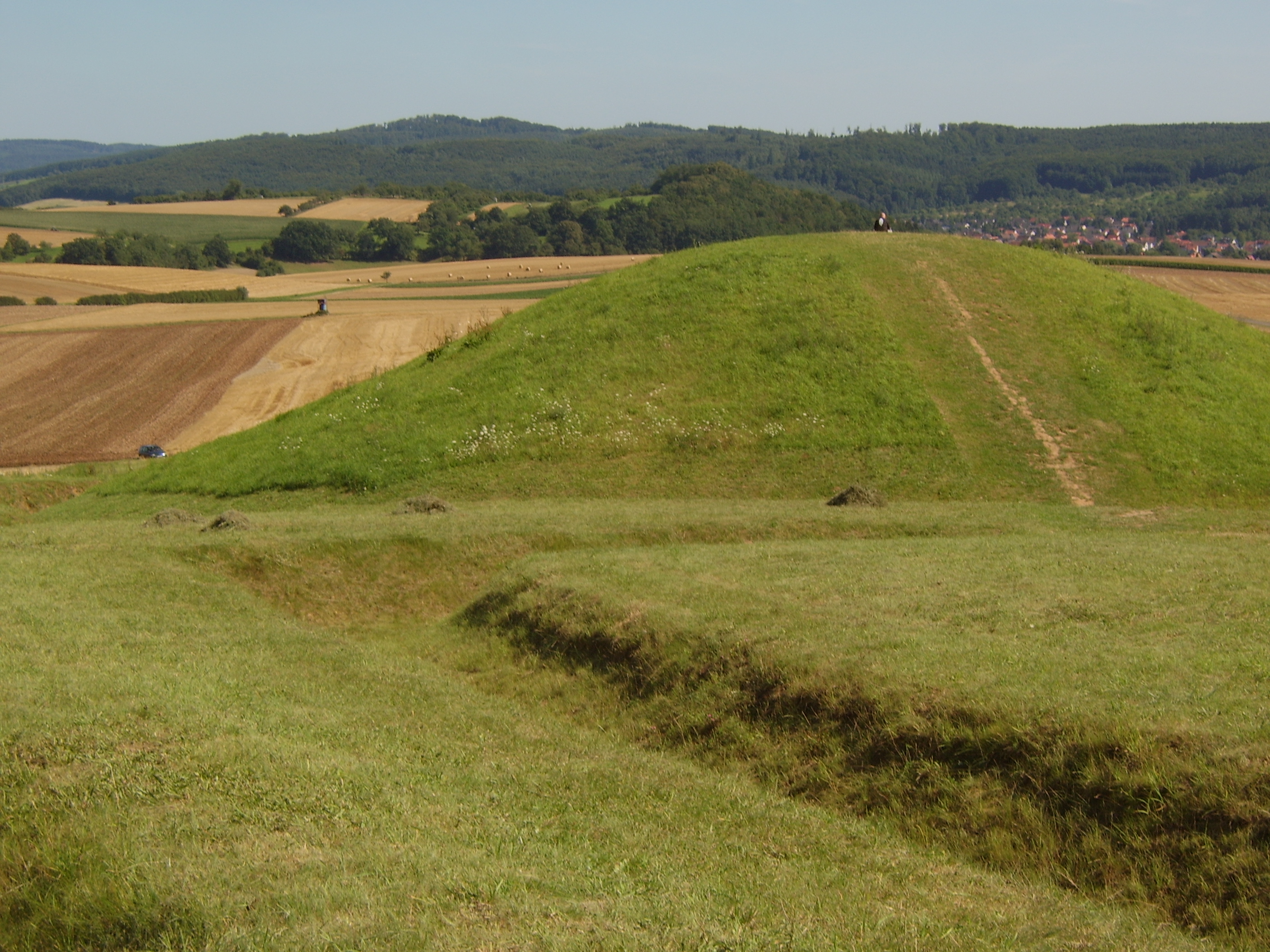
Rekonstrukce větší mohyly (1)

Během průzkumného letu v roce 1988 rozpoznali amatérští archeologové stopy velké mohyly na poli asi 300 m jižně od oppida. Mezi lety 1994 a 1997 zde provedla výzkum hesenská státní archeologická služba. Mohyla (mohyla 1) měla původně průměr téměř 50 m a výšku 6 m. Byla obklopena kruhovým příkopem širokým 10 m. Ve svojí době se muselo jednat o vizuálně velmi působivou stavbu. Mohyla byla složena ze tří částí. V jejím středu byla umístěna prázdná komora, určená patrně ke zmatení případných vykradačů hrobů. V severovýchodním směru se nacházela dřevěná komora o rozměrech 2 x 1. m, která obsahovala kostrový pohřeb a v jihovýchodní části byl nalezen žárový pohřeb, který byl navíc uložen v jistém druhu dřevěné nádoby. Zatímco kremace je spíše spojena s dobou halštatskou, inhumace byla velmi oblíbená právě v době laténské.
Majitelé obou hrobů byli válečníci, na což ukazuje jejich pohřební výbava obsahující meče a další zbraně. Komora s inhumací byla nebývale dobře zachovaná a nebyla nikdy vykradena. Z toho důvodu bylo rozhodnuto o vyjmutí celé komory včetně hlíny která ji obklopovala a jejím opatrném přemístění do laboratoře ve Wiesbadenu. Nálezy z hlavní pohřební komory, z nichž každý byl pečlivě zabalený do tkaniny, zahrnovaly zlatý nákrčník, bronzový náramek a džbán, který původně obsahoval medovinu.

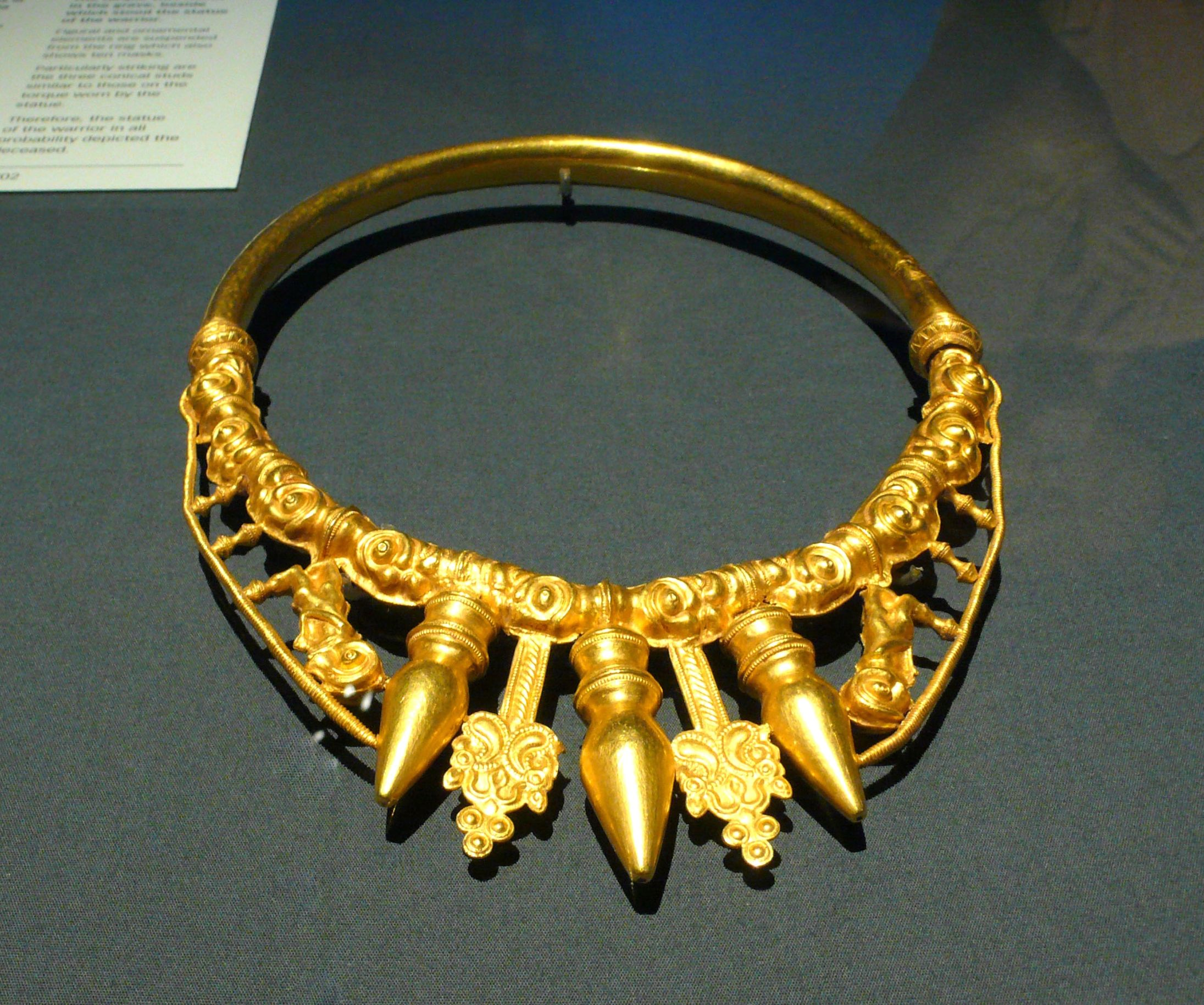
Zlatý nákrčník pocházející z větší mohyly, 400 př. Kr.

Druhá mohyla (mohyla 2) se nachází 250 m jižně a byla objevena později pomocí geofyzikálního průzkumu. Eroze a zemědělská činnost ji učinily zcela neviditelnou. Dosahovala asi poloviny velikosti mohyly 1 a rovněž obsahovala válečnický pohřeb doprovázený zbraněmi, zdobenou sponou, opaskem a zlatým prstenem.
Vysoká kvalita artefaktů jakož i dalších doplňků naznačuje, že majitelé hrobů byli za svého života velmi vysoce postavení. Proto jsou hroby označovány jako „knížecí“, podobně jako ostatní známé nálezy z této periody, například: Vix (Burgundsko, Francie) nebo Hochdorf (Bádensko-Württembersko, Německo).

### Zemní práce a procesní cesta
Na jih od oppida je situováno množství valů a příkopů, některé z nich jsou úzce spojeny s mohylou 1. Zdá se, že nehrály primárně defenzivní roli. Malý čtvercový příkop západně od mohyl je spojen s několika dalšími funkcemi a množstvím jam, které ukazují, že se mohlo jednat o svatyni nebo chrám. Nejvýraznější je však procesní cesta dlouhá 350 a široká 10 m, lemovaná hlubokými příkopy přibližující se k mohyle z jihovýchodu, daleko za hradbami sídliště. Ta byla spojena s dalšími valy a příkopy, které zabírají plochu téměř 2 x 2 km. Pod jejím povrchem byly nalezeny nejméně dva další pohřby jakož i socha "keltského knížete" popsaná níže.
Neprokazatelná obranná funkce a evidentní vztah k mohylám vedly k názoru, že cesta měla rituální nebo posvátný význam.

### Keltenfürst(keltský kníže) z Glaubergu

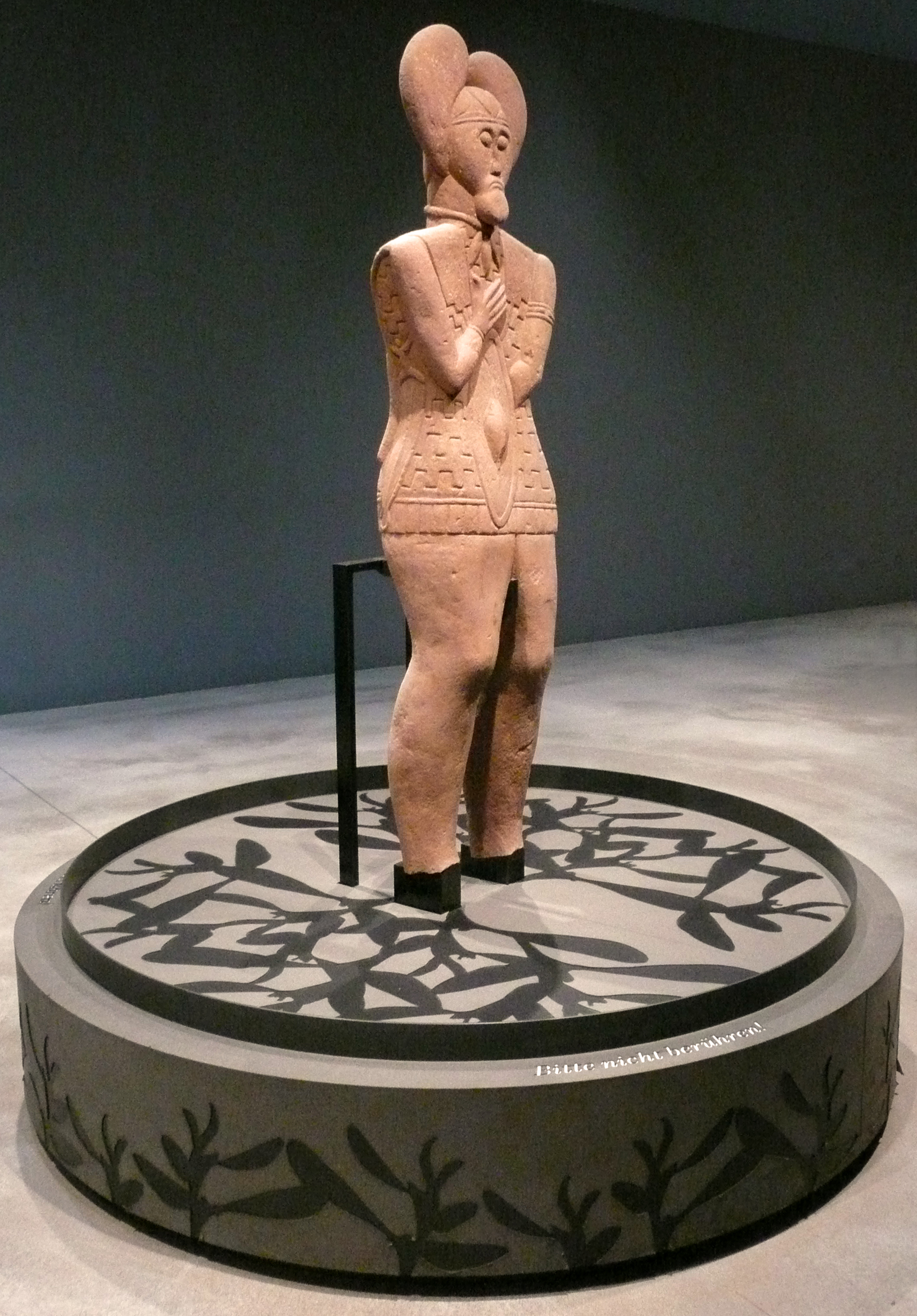
Keltský „kníže“ z Glaubergu

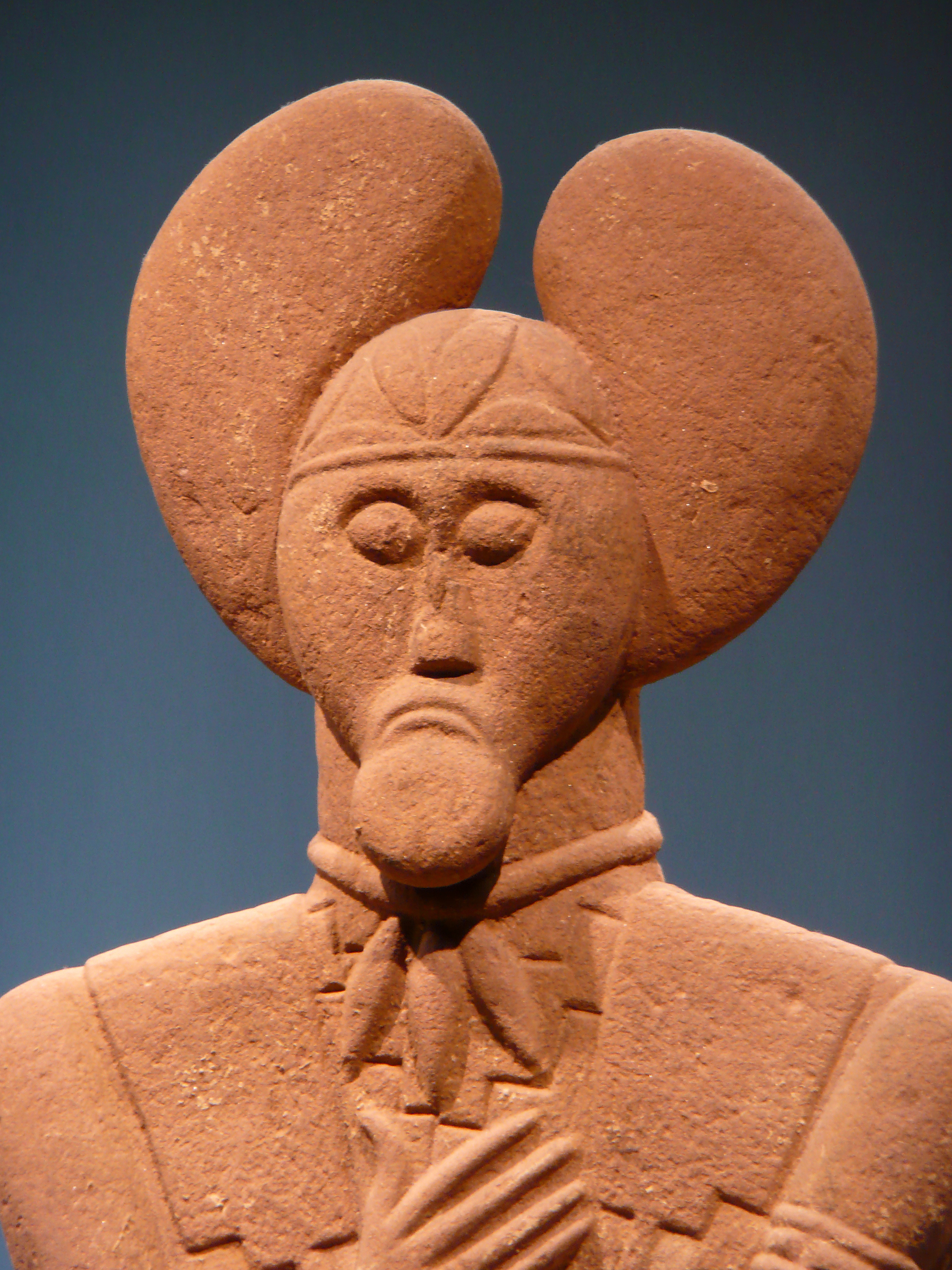
Keltský „kníže“, hlava

Velkou mezinárodní pozornost přitáhl především objev velmi vzácného artefaktu – pískovcové sochy v životní velikosti, datované do 5. stol. př. Kr, nalezené v těsné blízkosti větší mohyly. Socha je s výjimkou chodidel velmi dobře zachována a zobrazuje ozbrojeného muže – válečníka. Měří 186 cm a její váha je 230 kg. Jako materiál pro její tvorbu byl použit typ pískovce, který je dostupný v lomech pouze několik kilometrů vzdálených od Glaubergu. Na díle je možno pozorovat mnoho detailů: válečníkovy kalhoty, kompozitní zbroj, dřevěný štít a velmi typický laténský meč, visící na jeho pravém boku. Vousatý muž má zároveň na krku nákrčník nápadně podobný tomu, který byl nalezen v pohřební komoře mohyly číslo 1, několik kroužků na obou pažích a jeden na pravé ruce. Jako pokrývka hlavy mu slouží čapka podobná kapuci se dvěma výstupky tvarově připomínajícími listy jmelí. Takovéto čepice jsou známy z několika málo soudobých plastik. Předpokládá se, že jmelí mělo pro Kelty magický nebo náboženský význam, to by také mohlo znamenat, že válečník hrál rovněž roli kněze. Ve stejné oblasti byly nalezeny fragmenty tří podobných plastik. Předpokládá se, že všechny čtyři sochy byly původně rozestavěné do čtverce. Patrně byly spojeny s kultem předků. Sochu a další památky nalezené v prostoru oppida a v jeho okolí je možné v současnosti vidět v místním muzeu (Keltenwelt am Glauberg).
Paralely k válečnické soše z Glaubergu existují například z laténských lokalit Holzgerlingen (státní muzeum Stuttgart), Pfalzfeld, Hirschlanden a dalších.